# Rally de Cerdeña de 2024
El Rally de Cerdeña de 2024 oficialmente 21.º Rally d'Italia Sardegna, fue la vigesimoprimera edición y la sexta ronda de la temporada 2024 del Campeonato Mundial de Rally. Se celebró del 31 de mayo al 2 de junio y contó con un itinerario de dieciséis tramos sobre tierra que sumaron un total de 266,12 km cronometrados. Fue también la sexta ronda de los campeonatos WRC2 y WRC3, mientras que fue la tercera del JWRC.
En esta prueba se realizó un novedoso formato de fin de semana: el rally se disputó con dieciséis tramos y 266,12 km cronometrados disputados en solo 48 horas desde la realización del shakedown hasta la finalización del power stage. Este formato de evento está basado en las nuevas directrices de la FIA a partir de 2025.
El ganador de la prueba por primera vez esta temporada fue el estonio Ott Tänak quien logró la tercera victoria en esta prueba en un final de infarto. Tänak se enfrasco en una lucha con el francés Sébastien Ogier quien a mitad del rally tomo la punta tras exhibir un gran ritmo y además por la orden de Hyundai Shell Mobis WRT de que Tänak no apretara. Ogier llegó a los últimos cuatro tramos con 17.1 segundos de ventaja que fueron descendiendo por las buenas actuaciones de Tänak quien ganó la penúltima etapa y recorto la ventaja hasta los 6.2 segundos, en la última etapa el estonio terminó segundo, mientras que Ogier sufrió un pichazo en los últimos kilómetros de la etapa que lo hizo perder valiosos segundos terminando la etapa 6.4 segundos por detrás de Tänak. Este es el final más ajustado de la historia del Campeonato Mundial de Rally, igualando el resultado del Rally de Jordania de 2011. En aquella ocasión, Ogier estaba en el otro lado de la clasificación y mantuvo a raya a su ahora jefe de equipo, el finlandés Jari-Matti Latvala. Dani Sordo disfrutó de una sólida actuación a lo largo de las 16 etapas, escalando posiciones hasta la tercera plaza después de que Thierry Neuville y Takamoto Katsuta se retiraran el sábado.
En el WRC2, el ganador fue el finés Sami Pajari quien consiguió su primera victoria de la temporada y su primera con el Toyota GR Yaris Rally2. Pajari lideraba con hasta el final del segundo día con 54,7 segundos sobre el francés Yohan Rossel quien atacó en el tercer día de competición pero no pudo hacer nada para conseguir la victoria, terminando a 32.3. Jan Solans por su parte intento arrebatarle a Rossel el segundo puesto, ganó tres de las cuatro etapas cronometradas pero no le alcanzó quedó a siete segundos del piloto francés.
Al estar la lista de inscritos compuesta mayoritariamente por los casi los mismos participantes, los podios del WRC-3 y del JWRC fueron exactamente los mismos. El ganador de la prueba fue el paraguayo Diego Domínguez Jr quien consiguió su segunda victoria en el JWRC y la sexta en el WRC-3, el turco Ali Türkkan por su parte consiguió su primer podio en el JWRC y su segundo podio en el WRC-3. Mientras que el sudafricano Max Smart consiguió su primer podio en ambas categorías.

## Lista de inscritos
| Num.                                                         | Piloto                   | Copiloto                   | Equipo                           | Automóvil                | Neu.                     |
| World Rally Championship                                     | World Rally Championship | World Rally Championship   | World Rally Championship         | World Rally Championship | World Rally Championship |
| ------------------------------------------------------------ | ------------------------ | -------------------------- | -------------------------------- | ------------------------ | ------------------------ |
| 6                                                            | Dani Sordo               | Cándido Carrera            | Hyundai Shell Mobis WRT          | Hyundai i20 N Rally1     | P                        |
| 8                                                            | Ott Tänak                | Martin Järveoja            | Hyundai Shell Mobis WRT          | Hyundai i20 N Rally1     | P                        |
| 11                                                           | Thierry Neuville         | Martijn Wydaeghe           | Hyundai Shell Mobis WRT          | Hyundai i20 N Rally1     | P                        |
| 13                                                           | Grégoire Munster         | Louis Louka                | M-Sport Ford WRT                 | Ford Puma Rally1         | P                        |
| 16                                                           | Adrien Fourmaux          | Alexandre Coria            | M-Sport Ford WRT                 | Ford Puma Rally1         | P                        |
| 17                                                           | Sébastien Ogier          | Vincent Landais            | Toyota Gazoo Racing WRT          | Toyota GR Yaris Rally1   | P                        |
| 18                                                           | Takamoto Katsuta         | Aaron Johnston             | Toyota Gazoo Racing WRT          | Toyota GR Yaris Rally1   | P                        |
| 33                                                           | Elfyn Evans              | Scott Martin               | Toyota Gazoo Racing WRT          | Toyota GR Yaris Rally1   | P                        |
| World Rally Championship 2                                   |                          |                            |                                  |                          |                          |
| 20                                                           | Yohan Rossel             | Benjamin Boulloud          | DG Sport Compétition             | Citroën C3 Rally2        | P                        |
| 22                                                           | Nikolay Gryazin          | Konstantin Aleksandrov     | DG Sport Compétition             | Citroën C3 Rally2        | P                        |
| 23                                                           | Nicolas Ciamin           | Yannick Roche              | Nicolas Ciamin                   | Hyundai i20 N Rally2     | P                        |
| 24                                                           | Pepe López               | David Vázquez Liste        | Pepe López                       | Škoda Fabia RS Rally2    | P                        |
| 25                                                           | Sami Pajari              | Enni Mälkönen              | Printsport                       | Toyota GR Yaris Rally2   | P                        |
| 26                                                           | Lauri Joona              | Janni Hussi                | Lauri Joona                      | Škoda Fabia RS Rally2    | P                        |
| 27                                                           | Georg Linnamäe           | James Morgan               | Georg Linnamäe                   | Toyota GR Yaris Rally2   | P                        |
| 28                                                           | Kajetan Kajetanowicz     | Maciej Szczepaniak         | Kajetan Kajetanowicz             | Škoda Fabia RS Rally2    | P                        |
| 29                                                           | Roope Korhonen           | Anssi Viinikka             | Roope Korhonen                   | Toyota GR Yaris Rally2   | P                        |
| 30                                                           | Emil Lindholm            | Reeta Hämäläinen           | Emil Lindholm                    | Hyundai i20 N Rally2     | P                        |
| 31                                                           | Jan Solans               | Rodrigo Sanjuan de Eusebio | Jan Solans                       | Toyota GR Yaris Rally2   | P                        |
| 32                                                           | Daniel Chwist            | Kamil Heller               | Daniel Chwist                    | Škoda Fabia RS Rally2    | P                        |
| 34                                                           | Roberto Daprà            | Luca Guglielmetti          | Roberto Daprà                    | Škoda Fabia Rally2 evo   | P                        |
| 35                                                           | Mauro Miele              | Luca Beltrame              | Mauro Miele                      | Škoda Fabia RS Rally2    | P                        |
| 36                                                           | George Vassilakis        | Tom Krawszik               | George Vassilakis                | Ford Fiesta Rally2       | P                        |
| 37                                                           | Armin Kremer             | Ella Kremer                | Armin Kremer                     | Škoda Fabia RS Rally2    | P                        |
| 38                                                           | Yuki Yamamoto            | Marko Salminen             | Toyota Gazoo Racing WRT NG       | Toyota GR Yaris Rally2   | P                        |
| 39                                                           | William Creighton        | Liam Regan                 | Motorsport Ireland Rally Academy | Ford Fiesta Rally2       | P                        |
| 40                                                           | Pierre-Louis Loubet      | Loris Pascaud              | Toksport WRT 2                   | Škoda Fabia RS Rally2    | P                        |
| 41                                                           | Teemu Suninen            | Mikko Markkula             | Teemu Suninen                    | Hyundai i20 N Rally2     | P                        |
| 43                                                           | Marco Bulacia            | Diego Vallejo              | Marco Bulacia                    | Citroën C3 Rally2        | P                        |
| 44                                                           | Fabrizio Zaldivar        | Marcelo Der Ohannesian     | Fabrizio Zaldivar                | Škoda Fabia RS Rally2    | P                        |
| 45                                                           | Hikaru Kogure            | Topi Matias Luhtinen       | Toyota Gazoo Racing WRT NG       | Toyota GR Yaris Rally2   | P                        |
| 46                                                           | Robert Virves            | Aleks Lesk                 | Robert Virves                    | Škoda Fabia RS Rally2    | P                        |
| 47                                                           | Josh McErlean            | James Fulton               | Toksport WRT 2                   | Škoda Fabia RS Rally2    | P                        |
| 48                                                           | Martin Prokop            | Michal Ernst               | Martin Prokop                    | Škoda Fabia RS Rally2    | P                        |
| 49                                                           | Simone Romagna           | Dino Lamonato              | Simone Romagna                   | Škoda Fabia Rally2 evo   | P                        |
| 50                                                           | Gianmarco Donetto        | Marco Menchini             | Gianmarco Donetto                | Škoda Fabia R5           | P                        |
| 51                                                           | Alejandro Mauro Sánchez  | Adrián Pérez Fernández     | Alejandro Mauro Sánchez          | Škoda Fabia RS Rally2    | P                        |
| 52                                                           | Miguel Granados          | Marc Martí                 | Miguel Granados                  | Škoda Fabia RS Rally2    | P                        |
| 53                                                           | Pierre Lafay             | Charlyne Quartini          | Pierre Lafay                     | Citroën C3 Rally2        | P                        |
| 54                                                           | Ricardo Triviño          | Diego Fuentes Vega         | Ricardo Triviño                  | Škoda Fabia RS Rally2    | P                        |
| 55                                                           | Daniel Alonso Villarón   | Alejandro López            | Past Racing                      | Ford Fiesta Rally2       | P                        |
| 56                                                           | Jean-Michel Raoux        | Isabelle Galmiche          | Jean-Michel Raoux                | Toyota GR Yaris Rally2   | P                        |
| 57                                                           | Luca Hoelbling           | Mauro Grassi               | Luca Hoelbling                   | Škoda Fabia Rally2 evo   | P                        |
| 58                                                           | Enrico Brazzoli          | Martina Musiari            | Enrico Brazzoli                  | Škoda Fabia Rally2 evo   | P                        |
| 59                                                           | Uğur Soylu               | Sener Guray                | Uğur Soylu                       | Škoda Fabia RS Rally2    | P                        |
| 60                                                           | Christian Tiramani       | Fabio Grimaldi             | Christian Tiramani               | Škoda Fabia Rally2 evo   | P                        |
| 61                                                           | Maxime Potty             | Jules Escartefigue         | Maxime Potty                     | Škoda Fabia Rally2 evo   | P                        |
| 62                                                           | Giuseppe Pozzo           | Pier Paolo Cottu           | Giuseppe Pozzo                   | Škoda Fabia Rally2 evo   | P                        |
| 63                                                           | Carlo Covi               | Simone Angi                | Carlo Covi                       | Škoda Fabia Rally2 evo   | P                        |
| World Rally Championship 3 - Junior World Rally Championship |                          |                            |                                  |                          |                          |
| 64                                                           | Ghjuvanni Rossi          | Kylian Sarmezan            | Ghjuvanni Rossi                  | Renault Clio Rally3      | P                        |
| 65                                                           | Mattéo Chatillon         | Maxence Cornuau            | Mattéo Chatillon                 | Renault Clio Rally3      | P                        |
| 66                                                           | Eduardo Castro           | Javiera Roman              | Eduardo Castro                   | Ford Fiesta Rally3       | P                        |
| 67                                                           | Tom Pieri                | Alexis Maillefert          | Tom Pieri                        | Renault Clio Rally3      | P                        |
| 68                                                           | Slaven Šekuljica         | Damir Petrović             | Slaven Šekuljica                 | Ford Fiesta Rally3       | P                        |
| 70                                                           | Romet Jürgenson          | Siim Oja                   | FIA Rally Star                   | Ford Fiesta Rally3       | P                        |
| 71                                                           | Taylor Gill              | Daniel Brkic               | FIA Rally Star                   | Ford Fiesta Rally3       | P                        |
| 72                                                           | Norbert Maior            | Francesca Maria Maior      | Norbert Maior                    | Ford Fiesta Rally3       | P                        |
| 73                                                           | Eamonn Kelly             | Conor Mohan                | Motorsport Ireland Rally Academy | Ford Fiesta Rally3       | P                        |
| 74                                                           | Raúl Hernández           | José Murado González       | Raúl Hernández                   | Ford Fiesta Rally3       | P                        |
| 75                                                           | Bruno Bulacia            | Gabriel Morales            | Bruno Bulacia                    | Ford Fiesta Rally3       | P                        |
| 76                                                           | Tom Rensonnet            | Manon Deliot               | RACB National Team               | Ford Fiesta Rally3       | P                        |
| 77                                                           | Diego Dominguez Jr       | Rogelio Peñate             | Diego Dominguez Jr               | Ford Fiesta Rally3       | P                        |
| 78                                                           | Gerardo Rosselot         | Marcelo Brizio             | Gerardo Rosselot                 | Ford Fiesta Rally3       | P                        |
| 79                                                           | José Abito Caparo        | Esther Gutiérrez Porras    | FIA Rally Star                   | Ford Fiesta Rally3       | P                        |
| 80                                                           | Max Smart                | Cameron Fair               | FIA Rally Star                   | Ford Fiesta Rally3       | P                        |
| 81                                                           | Petr Borodin             | Roman Cheprasov            | ASP Racing                       | Ford Fiesta Rally3       | P                        |
| 82                                                           | Jakub Matulka            | Daniel Dymurski            | Jakub Matulka                    | Ford Fiesta Rally3       | P                        |
| 83                                                           | Ali Türkkan              | Burak Erdener              | Castrol Ford Team Türkiye        | Ford Fiesta Rally3       | P                        |
| 84                                                           | Fabio Schwarz            | Bernhard Ettel             | Armin Schwarz Driving Experience | Ford Fiesta Rally3       | P                        |
| 85                                                           | Nataniel Bruun           | Pablo Olmos                | Nataniel Bruun                   | Ford Fiesta Rally3       | P                        |
| 86                                                           | Abdullah Al-Rawahi       | Ross Whittock              | Abdullah Al-Rawahi               | Ford Fiesta Rally3       | P                        |
| 87                                                           | Andre Martínez           | Fernando Mussano           | Andre Martínez                   | Ford Fiesta Rally3       | P                        |
| Fuente: ewrc-results.com                                     |                          |                            |                                  |                          |                          |

## Itinerario
| Día                      | Tramo | Nombre                               | Distancia | Ganador de la etapa | Automóvil              | Tiempo  | Líder de la general |
| ------------------------ | ----- | ------------------------------------ | --------- | ------------------- | ---------------------- | ------- | ------------------- |
| Día 1 (31 de mayo)       | -     | Ittiri (Shakedown)                   | 2.08 km   | Thierry Neuville    | Hyundai i20 N Rally1   | 2:13.7  | -                   |
| Día 1 (31 de mayo)       | SS1   | Osilo - Tergu 1                      | 25.65 km  | Sébastien Ogier     | Toyota GR Yaris Rally1 | 17:18.6 | Sébastien Ogier     |
| Día 1 (31 de mayo)       | SS2   | Sedini - Castelsardo 1               | 13.26 km  | Ott Tänak           | Hyundai i20 N Rally1   | 9:57.9  | Sébastien Ogier     |
| Día 1 (31 de mayo)       | SS3   | Osilo - Tergu 2                      | 25.65 km  | Sébastien Ogier     | Toyota GR Yaris Rally1 | 16:43.9 | Sébastien Ogier     |
| Día 1 (31 de mayo)       | SS4   | Sedini - Castelsardo 2               | 13.26 km  | Thierry Neuville    | Hyundai i20 N Rally1   | 9:32.9  | Sébastien Ogier     |
| Día 2 (1 de junio)       | SS5   | Tempio Pausania 1                    | 12.03 km  | Ott Tänak           | Hyundai i20 N Rally1   | 9:52.1  | Ott Tänak           |
| Día 2 (1 de junio)       | SS6   | Tula 1                               | 22.61 km  | Sébastien Ogier     | Toyota GR Yaris Rally1 | 19:03.7 | Sébastien Ogier     |
| Día 2 (1 de junio)       | SS7   | Tempio Pausania 2                    | 12.03 km  | Thierry Neuville    | Hyundai i20 N Rally1   | 9:37.5  | Ott Tänak           |
| Día 2 (1 de junio)       | SS8   | Tula 2                               | 22.61 km  | Ott Tänak           | Hyundai i20 N Rally1   | 18:46.4 | Ott Tänak           |
| Día 2 (1 de junio)       | SS9   | Monte Lerno - Monti di Ala 1         | 25.33 km  | Sébastien Ogier     | Toyota GR Yaris Rally1 | 15:13.1 | Sébastien Ogier     |
| Día 2 (1 de junio)       | SS10  | Coiluna - Loelle 1                   | 14.53 km  | Sébastien Ogier     | Toyota GR Yaris Rally1 | 9:11.3  | Sébastien Ogier     |
| Día 2 (1 de junio)       | SS11  | Monte Lerno - Monti di Ala 2         | 25.33 km  | Sébastien Ogier     | Toyota GR Yaris Rally1 | 15:01.6 | Sébastien Ogier     |
| Día 2 (1 de junio)       | SS12  | Coiluna - Loelle 2                   | 14.53 km  | Elfyn Evans         | Toyota GR Yaris Rally1 | 9:03.6  | Sébastien Ogier     |
| Día 3 (2 de junio)       | SS13  | Cala Flumini 1                       | 12.55 km  | Thierry Neuville    | Hyundai i20 N Rally1   | 8:06.5  | Sébastien Ogier     |
| Día 3 (2 de junio)       | SS14  | Sassari - Argentiera 1               | 7.10 km   | Thierry Neuville    | Hyundai i20 N Rally1   | 5:01.4  | Sébastien Ogier     |
| Día 3 (2 de junio)       | SS15  | Cala Flumini 2                       | 12.55 km  | Ott Tänak           | Hyundai i20 N Rally1   | 7:54.6  | Sébastien Ogier     |
| Día 3 (2 de junio)       | SS16  | Sassari - Argentiera 2 (Power Stage) | 7.10 km   | Thierry Neuville    | Hyundai i20 N Rally1   | 4:55.0  | Ott Tänak           |
| Fuente: ewrc-results.com |       |                                      |           |                     |                        |         |                     |

### Power stage
El power stage fue una etapa de 7.10 km al final del rally. Se otorgaron puntos adicionales del Campeonato Mundial a los cinco más rápidos.
| Pos. | Piloto           | Copiloto         | Coche                  | Equipo                  | Tiempo | Puntos |
| ---- | ---------------- | ---------------- | ---------------------- | ----------------------- | ------ | ------ |
| 1    | Thierry Neuville | Martijn Wydaeghe | Hyundai i20 N Rally1   | Hyundai Shell Mobis WRT | 4:55.0 | 5      |
| 2    | Ott Tänak        | Martin Järveoja  | Hyundai i20 N Rally1   | Hyundai Shell Mobis WRT | +2.4   | 4      |
| 3    | Elfyn Evans      | Scott Martin     | Toyota GR Yaris Rally1 | Toyota Gazoo Racing WRT | +6.5   | 3      |
| 4    | Adrien Fourmaux  | Alexandre Coria  | Ford Puma Rally1       | M-Sport Ford WRT        | +6.9   | 2      |
| 5    | Takamoto Katsuta | Aaron Johnston   | Toyota GR Yaris Rally1 | Toyota Gazoo Racing WRT | +6.9   | 1      |

## Clasificación final
| World Rally Championship        | World Rally Championship | World Rally Championship   | World Rally Championship | World Rally Championship         | World Rally Championship | World Rally Championship | World Rally Championship |
| Pos.                            | Piloto                   | Copiloto                   | Automóvil                | Equipo                           | Neumático                | Tiempo                   | Puntos                   |
| ------------------------------- | ------------------------ | -------------------------- | ------------------------ | -------------------------------- | ------------------------ | ------------------------ | ------------------------ |
| 1                               | Ott Tänak                | Martin Järveoja            | Hyundai i20 N Rally1     | Hyundai Shell Mobis WRT          | P                        | 3:06:05.6                | 21                       |
| 2                               | Sébastien Ogier          | Vincent Landais            | Toyota GR Yaris Rally1   | Toyota Gazoo Racing WRT          | P                        | +0.2                     | 22                       |
| 3                               | Dani Sordo               | Cándido Carrera            | Hyundai i20 N Rally1     | Hyundai Shell Mobis WRT          | P                        | +2:25.8                  | 16                       |
| 4                               | Elfyn Evans              | Scott Martin               | Toyota GR Yaris Rally1   | Toyota Gazoo Racing WRT          | P                        | +2:37.8                  | 15                       |
| 5                               | Grégoire Munster         | Louis Louka                | Ford Puma Rally1         | M-Sport Ford WRT                 | P                        | +6:42.9                  | 8                        |
| 6                               | Sami Pajari              | Enni Mälkönen              | Toyota GR Yaris Rally2   | Printsport                       | P                        | +7:13.4                  | 6                        |
| 7                               | Yohan Rossel             | Benjamin Boulloud          | Citroën C3 Rally2        | DG Sport Compétition             | P                        | +7:45.7                  | 4                        |
| 8                               | Jan Solans               | Rodrigo Sanjuan de Eusebio | Toyota GR Yaris Rally2   | Jan Solans                       | P                        | +7:52.7                  | 3                        |
| 9                               | Martin Prokop            | Michal Ernst               | Škoda Fabia RS Rally2    | Martin Prokop                    | P                        | +10:05.4                 | 1                        |
| 10                              | Kajetan Kajetanowicz     | Maciej Szczepaniak         | Škoda Fabia RS Rally2    | Kajetan Kajetanowicz             | P                        | +10:09.3                 | 2                        |
| World Rally Championship 2      |                          |                            |                          |                                  |                          |                          |                          |
| 1 (6.)                          | Sami Pajari              | Enni Mälkönen              | Toyota GR Yaris Rally2   | Printsport                       | P                        | 3:13:19.0                | 25                       |
| 2 (7.)                          | Yohan Rossel             | Benjamin Boulloud          | Citroën C3 Rally2        | DG Sport Compétition             | P                        | +32.3                    | 18                       |
| 3 (8.)                          | Jan Solans               | Rodrigo Sanjuan de Eusebio | Toyota GR Yaris Rally2   | Jan Solans                       | P                        | +39.3                    | 15                       |
| 4 (9.)                          | Martin Prokop            | Michal Ernst               | Škoda Fabia RS Rally2    | Martin Prokop                    | P                        | +2:52.0                  | 12                       |
| 5 (10.)                         | Kajetan Kajetanowicz     | Maciej Szczepaniak         | Škoda Fabia RS Rally2    | Kajetan Kajetanowicz             | P                        | +2:55.9                  | 10                       |
| 6 (11.)                         | Robert Virves            | Aleks Lesk                 | Škoda Fabia RS Rally2    | Robert Virves                    | P                        | +3:18.5                  | 8                        |
| 7 (12.)                         | Lauri Joona              | Janni Hussi                | Škoda Fabia RS Rally2    | Lauri Joona                      | P                        | +3:31.3                  | 6                        |
| 8 (13.)                         | Josh McErlean            | James Fulton               | Škoda Fabia RS Rally2    | Toksport WRT 2                   | P                        | +4:16.0                  | 4                        |
| 9 (14.)                         | Roberto Daprà            | Luca Guglielmetti          | Škoda Fabia Rally2 evo   | Roberto Daprà                    | P                        | +7:50.0                  | 2                        |
| 10 (16.)                        | Armin Kremer             | Ella Kremer                | Škoda Fabia RS Rally2    | Armin Kremer                     | P                        | +13:37.9                 | 1                        |
| World Rally Championship 3      |                          |                            |                          |                                  |                          |                          |                          |
| 1 (20.)                         | Diego Domínguez Jr       | Rogelio Peñate             | Ford Fiesta Rally3       | Diego Domínguez Jr               | P                        | 3:33:09.3                | 25                       |
| 2 (21.)                         | Ali Türkkan              | Burak Erdener              | Ford Fiesta Rally3       | Castrol Ford Team Türkiye        | P                        | +47.5                    | 18                       |
| 3 (23.)                         | Max Smart                | Cameron Fair               | Ford Fiesta Rally3       | FIA Rally Star                   | P                        | +1:00.7                  | 15                       |
| 4 (24.)                         | Petr Borodin             | Roman Cheprasov            | Ford Fiesta Rally3       | ASP Racing                       | P                        | +1:04.7                  | 12                       |
| 5 (28.)                         | Norbert Maior            | Francesca María Maior      | Ford Fiesta Rally3       | Norbert Maior                    | P                        | +5:57.6                  | 10                       |
| 6 (29.)                         | Taylor Gill              | Daniel Brkic               | Ford Fiesta Rally3       | FIA Rally Star                   | P                        | +7:38.3                  | 8                        |
| 7 (32.)                         | Nataniel Bruun           | Pablo Olmos                | Ford Fiesta Rally3       | Nataniel Bruun                   | P                        | +10:40.7                 | 6                        |
| 8 (37.)                         | Bruno Bulacia            | Gabriel Morales            | Ford Fiesta Rally3       | Bruno Bulacia                    | P                        | +15:31.9                 | 4                        |
| 9 (44.)                         | Fabio Schwarz            | Bernhard Ettel             | Ford Fiesta Rally3       | Armin Schwarz Driving Experience | P                        | +26:38.9                 | 2                        |
| 10 (48.)                        | Tom Rensonnet            | Manon Deliot               | Ford Fiesta Rally3       | RACB National Team               | P                        | +38:10.8                 | 1                        |
| Junior World Rally Championship |                          |                            |                          |                                  |                          |                          |                          |
| 1 (20.)                         | Diego Domínguez Jr       | Rogelio Peñate             | Ford Fiesta Rally3       | Diego Domínguez Jr               | P                        | 3:33:09.3                | 25                       |
| 2 (21.)                         | Ali Türkkan              | Burak Erdener              | Ford Fiesta Rally3       | Castrol Ford Team Türkiye        | P                        | +47.5                    | 18                       |
| 3 (23.)                         | Max Smart                | Cameron Fair               | Ford Fiesta Rally3       | FIA Rally Star                   | P                        | +1:00.7                  | 15                       |
| 4 (24.)                         | Petr Borodin             | Roman Cheprasov            | Ford Fiesta Rally3       | ASP Racing                       | P                        | +1:04.7                  | 12                       |
| 5 (28.)                         | Norbert Maior            | Francesca María Maior      | Ford Fiesta Rally3       | Norbert Maior                    | P                        | +5:57.6                  | 10                       |
| 6 (29.)                         | Taylor Gill              | Daniel Brkic               | Ford Fiesta Rally3       | FIA Rally Star                   | P                        | +7:38.3                  | 8                        |
| 7 (30.)                         | Gerardo Rosselot         | Marcelo Brizio             | Ford Fiesta Rally3       | Gerardo Rosselot                 | P                        | +9:37.4                  | 6                        |
| 8 (32.)                         | Nataniel Bruun           | Pablo Olmos                | Ford Fiesta Rally3       | Nataniel Bruun                   | P                        | +10:40.7                 | 4                        |
| 9 (37.)                         | Bruno Bulacia            | Gabriel Morales            | Ford Fiesta Rally3       | Bruno Bulacia                    | P                        | +15:31.9                 | 2                        |
| 10 (40.)                        | Andre Martínez           | Fernando Mussano           | Ford Fiesta Rally3       | Andre Martínez                   | P                        | +18:47.9                 | 1                        |
| Fuente: ewrc-results.com        |                          |                            |                          |                                  |                          |                          |                          |